# Гергард Пальмгрен
Гергард Пальмгрен (нім. Gerhard Palmgren; 11 листопада 1944, Кассель — 15 серпня 1944, Ла-Манш) — німецький офіцер-підводник, оберлейтенант-цур-зее крігсмаріне.

## Біографія
1 жовтня 1938 року вступив на флот. В квітні-серпні 1940 року пройшов практику вахтового офіцера на важкому крейсері «Адмірал Гіппер». В серпні-жовтні пройшов курс підводника. З 21 лютого 1942 року — 1-й вахтовий офіцер на підводному човні U-441. В лютому-березні 1943 року пройшов курс командира човна. З 10 квітня 1943 року — командир U-741, на якому здійснив 5 походів (разом 164 дні в морі). 15 серпня 1944 року невиправно пошкодив британський десантний корабель HMS LST-404, який перевозив з Нормандії поранених, загиблих і полонених; 8 членів екіпажу і декілька німецьких полонених загинули. Того ж дня U-741 був потоплений в Англійському каналі південно-західніше Брайтона (50°02′ пн. ш. 00°36′ зх. д.) глибинними бомбами британського корвета «Орчіс». 1 член екіпажу був врятований, 48 (включаючи Пальмгрена) загинули.

## Звання
- Кандидат в офіцери (1 жовтня 1938)
- Морський кадет (1 липня 1939)
- Фенріх-цур-зее (1 грудня 1939)
- Оберфенріх-цур-зее (1 серпня 1940)
- Лейтенант-цур-зее (1 квітня 1941)
- Оберлейтенант-цур-зее (1 квітня 1943)

## Нагороди
- Залізний хрест
  - 2-го класу (16 квітня 1940)
  - 1-го класу (1944)
- Нагрудний знак флоту (17 червня 1942)
- Нагрудний знак підводника (8 листопада 1942)